# Ylimmäinen (sjö i Päijänne-Tavastland)
Ylimmäinen är en sjö i Finland. Den ligger i kommunen Sysmä i landskapet Päijänne-Tavastland, i den södra delen av landet, 150 km norr om huvudstaden Helsingfors. Ylimmäinen ligger 111,4 meter över havet. I omgivningarna runt Ylimmäinen växer i huvudsak blandskog. Den är 27,07 meter djup. Arean är 5,71 kvadratkilometer och strandlinjen är 49,23 kilometer lång. Sjön  ingår i Kymmene älvs huvudavrinningsområde. 